# West Side Story (film 2021)
West Side Story è un film del 2021 diretto da Steven Spielberg, tratto dall'omonimo musical di Leonard Bernstein, Stephen Sondheim ed Arthur Laurents.
Scritto da Tony Kushner, è il secondo adattamento cinematografico del musical dopo il film del 1961 di Robert Wise e Jerome Robbins. Il film ha come protagonisti Rachel Zegler e Ansel Elgort, affiancati da Ariana DeBose, David Alvarez, Mike Faist, Corey Stoll, Brian d'Arcy James e Rita Moreno, star del film del 1961.

## Trama
New York, 1957. Mentre la rigenerazione urbana avanza nel West Side di Manhattan, il quartiere è conteso da due gang rivali: i Jets, composti da immigrati europei di seconda generazione, e gli Sharks, una banda di immigrati portoricani. Dopo che l'ennesimo tafferuglio viene sedato dalla polizia (Prologue), i Jets rivendicano il possesso del territorio e decidono di sfruttare il ballo che si terrà in serata per scatenare una rissa con gli Sharks; per farlo avranno bisogno di tutte le loro forze e Riff, il leader dei Jets, afferma che Tony, il co-fondatore del gruppo, verrà a dare loro una mano, anche se gli altri membri della gang ne dubitano (Jet Song). Intanto Tony lavora da Doc's, il negozio gestito da Valentina; la donna ha dato a Tony una seconda possibilità dopo che il giovane è uscito di prigione, dove aveva trascorso un anno di detenzione per aver quasi ucciso un ragazzo durante una rissa. Tony non vuole immischiarsi nelle lotte tra bande e declina l'invito di Riff, anche se sente che un grosso cambiamento è in arrivo per lui (Something's Coming).
Bernardo, il leader degli Sharks, presenta alla bella e romantica sorella Maria, appena arrivata da Porto Rico, il timido Chino, con la speranza che i due si mettano insieme. Maria e Anita, sua migliore amica nonché la ragazza di Bernardo, si recano alla festa insieme ai rispettivi uomini e qui le tensioni tra Sharks e Jets sono sempre sul punto di riesplodere (The Dance at the Gym). Durante il ballo, Tony arriva a sorpresa e Maria lo nota: i due si scoprono immediatamente attratti l'uno dall'altra, si appartano dietro alle scalinate, dove ballano, si scambiano qualche parola e Maria bacia il giovane. L'intimità tra i due manda su tutte le furie Bernardo e Riff coglie il pretesto per proporgli una rissa definitiva per la notte seguente, il cui vincitore si assicurerà il controllo del West Side; Bernardo accetta. Tony intanto vaga per le strade in cerca di Maria, riflettendo sul suo amore per lei (Maria). Dopo averla trovata, si arrampica sulle scale antincendio del suo palazzo per parlare con lei: i due si confrontano e si dichiarano il proprio amore e si danno appuntamento per l'indomani (Tonight).
La mattina seguente Bernardo tenta di impedire a Maria di rivedere Tony, dato che lui vuole che la sorella frequenti solo ragazzi portoricani, ma Maria fa intendere di voler prendere da sola le proprie decisioni. Bernardo inoltre spiega ad Anita il suo sogno di tornare a Portorico con lei e avere molti bambini insieme, ma Anita afferma di preferire di gran lunga la vita negli Stati Uniti (America). Intanto la polizia ha sentito della rissa imminente e prova a scoprire luogo e ora per cercare di fermare ulteriori spargimenti di sangue. Alcuni membri dei Jets sono in centrale, dove l'agente Krupke cerca inutilmente di ottenere informazioni. Dopo che il poliziotto si è allontanato in seguito a un tafferuglio causato da Anybodys, i Jets Diesel, Big Deal, A-Rab, Mouthpiece, Snowboy, Balkan cercano di tirare su di morale l'amico Baby John prendendo in giro le istituzioni che dovrebbero prendersi cura di loro (Gee, Officer Krupke). Intanto Tony e Maria passeggiano per un chiostro e, entranti in una chiesa, si giurano amore eterno scambiandosi i voti nuziali (One Hand, One Heart); prima di lasciarsi, Tony promette a Maria di fermare il combattimento imminente. Riff e gli altri Jets si sono procurati una pistola e a nulla servono gli sforzi di Tony per sottrargliela ed invitarli alla calma (Cool). Bernardo, Riff, Anita, Maria, Tony e i membri delle due gang si preparano per la serata ognuno a modo proprio (Tonight Quintet).
A mezzanotte gli Sharks e i Jets si fronteggiano: Tony prova a fare da paciere e confessa a Bernardo del suo amore sincero per Maria, ma viene colpito ripetutamente da un furioso Bernardo e reagisce violentemente per difendersi. Tony si rende conto di comportarsi esattamente come quando aveva quasi ucciso un ragazzo e si ferma prima di finire Bernardo. Riff e Bernardo allora combattono e passano dai pugni ai coltelli: il leader degli Sharks ferisce mortalmente il capo dei Jets e, preso dalla rabbia, Tony lo uccide. L'arrivo della polizia fa fuggire tutti i presenti, incluso Chino, che prima di scappare però prende la pistola di Riff.
Intanto Maria è al lavoro, ma è troppo felice e distratta per dedicarsi alle pulizie (I Feel Pretty). La sua gioia viene interrotta bruscamente dall'arrivo di Chino, che la informa della morte del fratello. La notizia giunge anche a Valentina, che ripensa al suo matrimonio con un uomo caucasico e spera in un futuro migliore (Somewhere). Tony arriva a casa di Maria per chiederle perdono: la giovane prima lo attacca, ma poi gli vieta di costituirsi per paura di non vederlo più e i due passano la notte insieme. Dopo aver fatto l'amore, Maria consiglia a Tony di nascondersi da Valentina e il giovane fugge via, non prima però di essere visto da Anita, di ritorno dalla centrale di polizia dove ha dovuto identificare la salma di Bernardo. Anita attacca duramente Maria per il suo amore per l'assassino del fratello, ma quando la giovane confessa che il suo amore, corrisposto dal giovane, è troppo profondo (A Boy Like That/I Have a Love) Anita si ammorbidisce e le intima di fuggire via con Tony.
Il tenente Schrank arriva a casa di Anita e Maria, informandole che Chino ha una pistola e intende uccidere Tony. Mentre il poliziotto interroga Maria, la ragazza manda Anita da Valentina per dire a Tony di aspettarla lì e che lo raggiungerà appena possibile. Anybodys intanto, che ha visto Chino con la pistola, avverte i Jets del pericolo che Tony sta correndo, ma viene interrotto dall'arrivo di Anita al negozio di Valentina. Anita tenta di riferire il messaggio, ma i Jets la molestano e viene salvata appena in tempo dall'arrivo di Valentina: furiosa e offesa, Anita per vendicarsi di tutti loro, compreso Tony, accusa la padrona del negozio di essere una traditrice e, per vendicarsi, annuncia che Chino ha sparato e ucciso Maria. Valentina comunica la notizia a Tony che, sconvolto e disperato dalle parole della donna, corre per strada invocando Chino e la morte. All'improvviso Tony vede Maria corrergli incontro, ma le sue speranze fanno appena in tempo a riaccendersi quando viene colpito alle spalle da due proiettili sparati da Chino. Tony muore tra le braccia dell'amata, che in lacrime e addolorata per la morte del suo amato, brandisce la pistola contro i Jets e gli Sharks annunciando di essere pronta ad usarla, dato che entrambe le bande le hanno insegnato ad odiare. Tuttavia, Maria non spara a nessuno: gli Sharks e i Jets sollevano con rispetto il cadavere di Tony da terra e partono come in un corteo funebre alla volta del negozio di Valentina, seguiti da Maria. Mentre il corteo entra da Doc's e Valentina conforta Chino, la polizia arriva.

## Produzione

### Sviluppo
Nel marzo 2014 Steven Spielberg dichiarò di essere intenzionato a dirigere un remake di West Side Story e la 20th Century Fox acquistò i diritti cinematografici del musical. Nel luglio del 2017 Tony Kushner, che aveva già collaborato con Spielberg per Munich (2005) e Lincoln (2012), dichiarò di essere occupato nella stesura della sceneggiature del film, che sarebbe stato più fedele al libretto del musical originale che alla sceneggiatura della pellicola del 1961.
Per quanto inizialmente West Side Story avrebbe dovuto seguire l'uscita del quinto film della saga di Indiana Jones, quel progetto fu posticipato e nel luglio del 2018 cominciarono le audizioni per il film musicale. Nel settembre dello stesso anno fu confermato che Ansel Elgort avrebbe interpretato Tony, mentre Justin Peck avrebbe coreografato il film. Nei mesi successivi si unirono al cast anche Rachel Zegler nel ruolo di Maria, Ariana DeBose in quello di Anita e David Alvarez nella parte di Bernardo. Rita Moreno, che aveva vinto l'Oscar alla miglior attrice non protagonista per la sua interpretazione del ruolo di Anita, entrò nel cast nella parte di Valentina: il personaggio non esiste nella versione teatrale né nel film originale, ma è una nuova versione al femminile del personaggio di Doc. Il resto del cast fu annunciato nell'aprile del 2019.

### Riprese
Le riprese del film sono state effettuate ad Harlem, Manhattan e Brooklyn nel luglio del 2019. Altre riprese furono effettuate in uno studio all'aperto a Paterson ad agosto e poi a Newark e nella Contea di Essex prima di terminare il 27 settembre 2019.

## Colonna sonora
Il compositore David Newman ha arrangiato la colonna sonora originale di Leonard Bernstein. La partitura è stata eseguita dalla Los Angeles Philharmonic sotto la direzione di Gustavo Dudamel. Jeanine Tesori è stata la vocal coach del cast.

## Promozione
Il primo trailer del film è stato distribuito il 25 aprile 2021, in occasione della 93ª edizione dei Premi Oscar.

## Distribuzione
West Side Story è stato distribuito nelle sale cinematografiche statunitensi il 10 dicembre 2021, mentre in quelle italiane il 23 dicembre 2021. Il film era inizialmente previsto per il 18 dicembre 2020, ma nel settembre dello stesso anno la distribuzione è stata posticipata di un anno a causa della pandemia di COVID-19. L'anno di uscita del film coincide con il sessantesimo anniversario del film originale.
Dal 2 marzo 2022 è disponibile alla visione nel catalogo di Disney+.

### Versione italiana
La direzione del doppiaggio italiano è di Fiamma Izzo (che ha curato i dialoghi con la supervisione artistica di Lavinia Fenu) per conto della PumaisDue Srl. La consulenza per lo spagnolo-portoricano, invece, venne affidata a Pedro Gomez.

## Accoglienza

### Incassi
Il film è stato un flop al botteghino, incassando solo 76 milioni nel mondo (di cui 38 negli USA), a fronte di un budget di 100 milioni.

### Critica
Nonostante lo scarso successo al botteghino, il film è stato accolto molto positivamente dalla critica. L'aggregatore di recensioni Rotten Tomatoes riporta il 93% di recensioni positive, con un punteggio di 8,3/10 basato su 337 recensioni. Su Metacritic il film riporta un punteggio di 85/100 basato sul parere di 62 recensioni.

## Riconoscimenti
- 2022 – Premio Oscar[31]
  - Miglior attrice non protagonista ad Ariana DeBose
  - Candidatura per il miglior film
  - Candidatura per il miglior regista a Steven Spielberg
  - Candidatura per la migliore fotografia a Janusz Kamiński
  - Candidatura per la migliore scenografia ad Adam Stockhausen
  - Candidatura per i migliori costumi a Paul Tazewell
  - Candidatura per il miglior sonoro a Tod A. Maitland, Gary Rydstrom, Brian Chumney, Andy Nelson, Shawn Murphy
- 2022 – Golden Globe[32]
  - Miglior film commedia o musicale
  - Migliore attrice in un film commedia o musicale a Rachel Zegler
  - Migliore attrice non protagonista ad Ariana DeBose
  - Candidatura per il miglior regista a Steven Spielberg
- 2022 – British Academy Film Awards
  - Migliore attrice non protagonista ad Ariana DeBose
  - Miglior casting a Cindy Tolan
  - Candidatura per il miglior attore non protagonista a Mike Faist
  - Candidatura per la migliore scenografia ad Adam Stockhausen
  - Candidatura per il miglior sonoro
  - Candidatura per la migliore stella emergente ad Ariana DeBose
- 2022 – Black Reel Awards
  - Miglior performance rivelazione ad Ariana DeBose
  - Candidatura per il miglior film
  - Candidatura per la migliore attrice non protagonista ad Ariana DeBose
  - Candidatura per la migliore attrice non protagonista a Rita Moreno
  - Candidatura per la miglior fotografia a Janusz Kamiński
  - Candidatura per i migliori costumi a Paul Tazewell
  - Candidatura per la miglior scenografia ad Adam Stockhausen
- 2021 – Chicago Film Critics Association[33]
  - Candidatura per il miglior film
  - Candidatura per il miglior regista a Steven Spielberg
  - Candidatura per il miglior attore non protagonista a Mike Faist
  - Candidatura per il migliore attrice non protagonista ad Ariana DeBose
  - Candidatura per la miglior direzione artistica
  - Candidatura per i migliori costumi a Paul Tazewell
  - Candidatura per il miglior montaggio a Michael Kahn e Sarah Broshar
  - Candidatura per la miglior fotografia a Janusz Kamiński
  - Candidatura per la miglior performance rivelazione ad Ariana DeBose
  - Candidatura per la miglior performance rivelazione a Rachel Zegler
- 2022 – Critics' Choice Awards
  - Candidatura per il miglior film
  - Candidatura per la miglior giovane interprete a Rachel Zengler
  - Migliore attrice non protagonista a Ariana DeBose
  - Candidatura per la migliore attrice non protagonista a Rita Moreno
  - Candidatura per il miglior cast corale
  - Candidatura per il miglior regista a Steven Spielberg
  - Candidatura per la migliore fotografia a Janusz Kamiński
  - Candidatura per la migliore sceneggiatura non originale a Tony Kushner
  - Candidatura per la migliore scenografia ad Adam Stockhausen e Rena Deangelo
  - Miglior montaggio a Sarah Broshar e Michael Kahn
  - Candidatura per i migliori costumi a Paul Tazewell
- 2021 – Los Angeles Film Critics Association Awards
  - Miglior attrice non protagonista ad Ariana DeBose
- 2021 – Florida Film Critics Circle
  - Miglior attrice non protagonista ad Ariana DeBose
  - Candidatura per il miglior esordiente a Rachel Zegler
  - Candidatura per il miglior cast
  - Candidatura per la miglior sceneggiatura non originale a Tony Kushner
  - Candidatura per la miglior fotografia a Janusz Kamiński
  - Candidatura per la migliore scenografia a Adam Stockhausen e Rena Deangelo
- 2021 – National Board of Review Award[34]
  - Top Ten Films
  - Miglior attrice a Rachel Zegler
- 2021 – New York Film Critics Online
  - Top Ten Films
  - Miglior performance rivelazione ad Ariana DeBose
  - Miglior colonna sonora a David Newman
- 2022 – Screen Actors Guild Award
  - Migliore attrice non protagonista cinematografica ad Ariana DeBose
- 2021 – St. Louis Film Critics Association Award[35]
  - Candidatura per il miglior film
  - Candidatura per il miglior regista a Steven Spielberg
  - Candidatura per la miglior attrice non protagonista a Rita Moreno
  - Candidatura per la miglior sceneggiatura non originale a Tony Kushner
  - Candidatura per la miglior fotografia a Janusz Kamiński
  - Candidatura per il miglior montaggio a Michael Kahn e Sarah Broshar
  - Candidatura per la miglior scenografia ad Adam Stockhausen
  - Candidatura per la miglior scena ad "America"
  - Candidatura per la migliore colonna sonora a David Newman
- 2021 – Washington D.C. Area Film Critics Association
  - Candidatura per il miglior film
  - Candidatura per il miglior regista a Steven Spielberg
  - Candidatura per la miglior attrice non protagonista ad Ariana DeBose
  - Candidatura per il miglior esordiente a Rachel Zegler
  - Candidatura per la miglior sceneggiatura non originale a Tony Kushner
  - Candidatura per la miglior scenografia a Adam Stockhausen e Rena DeAngelo